# Vitry-le-Croisé
Vitry-le-Croisé è un comune francese di 263 abitanti situato nel dipartimento dell'Aube nella regione del Grand Est.

## Società

### Evoluzione demografica
Abitanti censiti